# Muti (Zoeloe)
Muti is een traditionele magische geneeskunst in zuidelijk Afrika. Ze wordt onder meer gebruikt in de hoop van sportprestaties te verbeteren, maar traditioneel om er rijkdom mee te verkrijgen. Er is weinig kennis over muti, omdat men gelooft dat het niet werkt als men het niet geheimhoudt (omdat het illegaal is). Muti moet als zwarte magie worden gezien omdat het gebruik maakt van menselijke lichaamsdelen, die bij voorkeur aan kinderen (en dan nog bij leven) worden ontnomen. 
In Tanzania wordt veelal jacht gemaakt op albino's omdat hun lichaamsdelen vanwege hun huidskleur sowieso magische eigenschappen zouden hebben.